# Amazing (sång av Tatjana Mihhailova)
Amazing är en låt framförd av Tanja (Tatjana Mihhailova). Låten vann Eesti Laul 2014 och representerade Estland i Eurovision Song Contest 2014..
Låten är skriven och komponerad av Tanja själv tillsammans med Timo Vendt. På scenen hade Tanja med sig tre bakgrundssångare: Marilin Kongo, Kaire Vilgats och Marvi Vallaste. När hon framförde sitt bidrag vid Eesti Laul utförde hon även en dansakt tillsammans med Argo Liik.
Tanja deltog i den första semifinalen av Eurovision Song Contest 2014 den 6 maj i Köpenhamn i Danmark, men gick inte vidare till finalen.